# Когда умирает мозг
«Когда умирает мозг», встречается вариант перевода «Мёртвый мозг» (англ. Brain Dead) — психологический фильм ужасов с элементами триллера  режиссёра и сценариста Адама Саймона. Фильм спродюсировал Роджер Корман, «король фильмов категории Б», доверив основной контроль своей жене Джули. Несмотря на малоизвестность, со временем он приобрёл черты культового фильма. Фильм рассказывает о физических и психологических травмах, которые влекут за собой искажения в восприятии реальности.

## Сюжет
Нейрохирург Рекс Мартин, выпускник Мискатоникского университета, изучает дисфункции мозга человека, которые вызывают психические заболевания. В его лаборатории хранится галерея заспиртованных препаратов мозга, которые он исследует, и относится к ним как к личностям. Что является отсылкой к популярному мысленному эксперименту.
Сокурсник Мартина Джим Рестон, успешный бизнесмен компании «Юнис», просит его прочитать сознание Джона Холси, математического гения, работавшего на корпорацию. «Юнис» требуется правая часть некоего уравнения, стёртая Джоном. Либо уверенность в том, что больше никто не узнает эту информацию. Сейчас Холси — параноик, который убил свою семью, и содержится в психиатрической больнице.
Мартин берётся за операцию, которая заключается в манипулировании на открытом мозге Холси. Доктор меняет душевное состояние Холси в попытке выведать корпоративные секреты. Однако по мере продвижения Мартин начинает испытывать параноидальные грёзы и путать сон с явью. Он уходит всё дальше от реальности и становится неясно: врач ли Мартин и Холси его пациент или Холси — сошедший с ума продавец матрасов, а Мартин — его бред.

Парадокс фильма и финальная сцена отсылают к классической притче о Чжуан-цзы, которому приснилась бабочка:
Однажды Чжуан-цзы приснилось, что он бабочка, весело порхающий мотылёк. Но когда он проснулся, то долго не мог понять: снилось ли Чжуан-цзы, что он — бабочка, или бабочке снится, что она — Чжуан-цзы?

## Художественные особенности
Снятый в 1989 году и выпущенный на экраны 19 января 1990 года, «Когда умирает мозг» удачно объединил в себе киноязык фильмов ужасов сразу двух десятилетий. Визуально и технически он наследует эстетике фильмов Стюарта Гордана и Брайана Юзны, что обусловлено ещё и тем, что некоторые участники съёмочной команды работали с этими режиссёрами. Однако концептуально фильм посвящён более сложным темам взаимоотношений реальности и её восприятия, как, например, вышедший в том же году фильм «Лестница Иакова». Известно, что Адам Саймон читал сценарий фильма «Лестница Иакова», а создатели «Лестницы», в свою очередь, сценарий «Когда умирает мозг». Кроме того, изначально на главную роль в фильме Саймона был подписан актёр Тим Роббинс, который в итоге снялся в «Лестнице Иакова».

Кинокритики и зрители отмечают, что «Когда умирает мозг» во многом предвосхитил фильм «Шоссе в никуда». Режиссёр фильма не исключает такой возможности, учитывая, что актёр Билл Пуллман исполнил главные роли в обеих кинолентах. Сам Адам Саймон отмечает: 
Я подозреваю, что на нас с Линчем повлияла параноидальная американская культура середины XX века: от Филипа К. Дика до «Сумеречной зоны». Но кроме них есть и другой тип историй. Связанных не столько с реальностью и сном, но с жизнью и смертью. Истории, которые рассказывают о моменте умирания. Самый известный пример из американской литературы «Случай на мосту через Совиный ручей» Амброза Бирса, естественно. Эта традиция столь глубоко простирается в прошлое и так укоренилась в настоящем, что вы могли бы составить триаду фильмов: «Мертвый мозг», «Шоссе в никуда» и «Лестница Иакова». 

## В ролях
| Актёр            | Роль                                                  |
| ---------------- | ----------------------------------------------------- |
| Билл Пуллман     | доктор Рекс Мартин                                    |
| Билл Пэкстон     | Джим Рестон                                           |
| Бад Корт         | Джон Холси                                            |
| Джордж Кеннеди   | глава корпорации Вэнс                                 |
| Николас Прайор   | Человек в кровавом халате/ Рамсен / доктор Эд Конклин |
| Патриша Шарбонно | жена доктора Мартина Дана Мартин                      |
| Дэвид Синайко    | ассистент доктора Мартина Беркович                    |
| Барни Бёрман     | Лицо для экспериментов                                |

## Производство
Первый вариант сценария написал известный жанровый писатель и сценарист Чарльз Бомонт для Роджера Кормана ещё в 1960 году. Поэтому одним из слоганов фильма был: «От автора оригинальной „Сумеречной зоны“ — самый пугающий фильм десятилетия». Роль необычного устройства — лицо для экспериментов, которое моделирует мимический отклик, в зависимости от зоны мозга, которую простимулировали электричеством, и которое стало «визитной карточкой» фильма, исполнил специалист фильма по гриму и спец-эффектам Барни Бёрман.
Фильм сняли за 20 дней, в Лос-Анджелесе. Бюджет составил $2 млн. В прокате в США он собрал $1,6 млн. Однако с учётом продаж на видео, финальный бокс-офис составил порядка $3,5 млн, что способствовало тому, что Роджер Корман заказал Саймону производство фильма «Карнозавр».
Кинотеатральная премьера фильма состоялась в январе 1990 года в Лос-Анджелесе. После чего фильм выпускал на VHS. В 2018 году фильм был перевыпущен на Blu-ray Disc.

## Критика
Несмотря на то, что фильм не снискал успеха у критиков, он был тепло принят зрителями. Показательны оценки фильма на сайте Rotten Tomatoes, при рейтинге 17% от профессиональных критиков он имеет 69% популярности на основе ~7 тыс. зрительских оценок. Ряд более поздних рецензий называли «Когда умирает мозг» крайне недооцененным, забытой классикой, вплоть до громкого звания «Лучшего фильма ужасов, который вы не смотрели».

#### Комментарии
1. ↑  Имя персонажа Холси, также позаимствовано из произведений Говарда Лавкрафта, из рассказа «Герберт Уэст — реаниматор». Заимствования связаны с любовью Адама Саймона к творчеству писателя, отсылки к которому он делает практически в каждой своей работе. Наиболее они заметны в сериале «Салем».